# NGC 1343
NGC 1343 is een balkspiraalstelsel in het sterrenbeeld Cassiopeia. Het hemelobject werd op 11 oktober 1787 ontdekt door de Duits-Britse astronoom William Herschel.

## Synoniemen
- PGC 13384
- UGC 2792
- MCG 12-4-1
- ZWG 327.5
- 7ZW 8
- IRAS03324+7224